# Rivière Boyer Sud
Pour les articles homonymes, voir Boyer.
La rivière Boyer Sud est un affluent de la rivière Boyer, laquelle coule vers le nord-est et se déverse sur la rive sud du fleuve Saint-Laurent. La rivière Boyer Sud" traverse les municipalités de Honfleur, Saint-Gervais, Saint-Henri et Saint-Charles-de-Bellechasse, dans la municipalité régionale de comté (MRC) de Bellechasse, dans la région administrative de Chaudière-Appalaches, au Québec, au Canada.

## Géographie
Les principaux bassins versants voisins de la Rivière Boyer Sud sont :
- côté nord : rivière Boyer Nord, Rivière Boyer, rivière à la Scie, fleuve Saint-Laurent ;
- côté est : rivière Boyer, ruisseau Leblond, Bras Saint-Michel, rivière du Moulin (Bras Saint-Michel) ;
- côté sud : rivière Etchemin, rivière Boyer Nord ;
- côté ouest : rivière Etchemin.

La rivière Boyer Sud prend sa source en zone agricole du côté nord du village de Honfleur, dans le 3e rang Est, entre le chemin du 3e rang Est et le chemin "la Petite 3e".
À partir de sa source, la rivière Boyer Sud coule sur 14,5 km, selon les segments suivants :
- 1,4 km vers le nord dans Honfleur, jusqu'à la limite de Saint-Gervais ;
- 1,7 km vers le nord, jusqu'au chemin du 2e rang Ouest ;
- 2,4 km vers l'ouest, puis vers le nord-ouest, jusqu'au chemin du 1er rang Ouest ;
- 2,5 km vers l'ouest, jusqu'à la limite de Saint-Gervais et de Saint-Henri ;
- 2,0 km vers le nord, jusqu'au chemin de la Grande-Grillade ;
- 2,9 km vers le nord-est, jusqu'au chemin Saint-Félix lequel constitue la limite entre Saint-Henri et Saint-Charles-de-Bellechasse ;
- 1,6 km vers le nord-est, jusqu'à sa confluence avec la rivière Boyer Nord, qui constitue la tête de la rivière Boyer.

La confluence de la rivière Boyer Sud" est située du côté nord-ouest du chemin du rang Sud-Ouest, dans Saint-Charles-de-Bellechasse. Cette confluence est située à 5,6 km à l'ouest du village de Saint-Gervais, à 5,1 km au sud du village de Saint-Charles-de-Bellechasse et à 8,6 km à l'est du village de Saint-Henri.

## Toponymie
Le toponyme Rivière Boyer Sud a été officialisé le 5 décembre 1968 à la Commission de toponymie du Québec.